# Distribución fractal parabólica
En probabilidad y estadística, la distribución fractal parabólica es un tipo de distribución de probabilidad discreta en la que el logaritmo de la frecuencia o el tamaño de las entidades en una población es un polinomio cuadrático del logaritmo de la fila. Esto puede mejorar notablemente el ajuste a través de una sencilla relación de ley de potencia (ver referencias más abajo).
En una serie de aplicaciones, hay un llamado efecto rey, por el que el elemento de más alto rango tiene una frecuencia o tamaño significativamente mayor que el que el modelo predice sobre la base de los otros artículos.

## Definición
La función de masa de probabilidad se da, como una función de la fila n, por
{\displaystyle f(n;b,c)\propto n^{-b}\exp(-c(\log n)^{2}),}
donde b y c son parámetros de la distribución.